# Iljo Keisse
Iljo Keisse (nascido em 21 de dezembro de 1982, em Gante) é um ciclista bélgico. Atualmente, compete para a equipe Etixx-Quick Step. Keisse representou sua nação nos Jogos Olímpicos de Verão de 2004 e Pequim 2008.